# 自由社

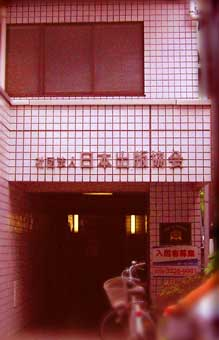
自由社（2階）の入居する日本出版協会ビル（マンション「TOP江戸川橋No.1」と同一の建物）

株式会社自由社（じゆうしゃ）は、東京都文京区にある出版社。同一所在地（文京区水道二丁目6番3号、日本出版協会内に同居）に同一名称の2つの法人が存在したため、本項では双方について記述する。

## 概要
1973年10月20日設立、日本出版協会理事長などを歴任した社会主義運動家の石原萠記が代表取締役社長に就任した。

月刊誌『自由』（2009年2月号で最終刊）を長年発行していた。新しい歴史教科書をつくる会との関係を解消した扶桑社に代わって同会の中学校歴史教科書の発行元となり、文部科学省に教科用図書検定申請。教科書は不合格、再申請を経て2009年4月9日に合格した。

また、同一名称の法人が2008年9月12日に、外交評論家で『自由』編集委員会代表でもあった加瀬英明を社長として設立登記されている（会社法人等番号 0100-01-120086、資本金6650万円）。登記上の本店も自由社（1973年設立）の実質上の本店である東京都文京区水道二丁目6番3号と同一である。

## 自由社（1973年設立）
事務所として使っている部屋（202号室）のオーナーは一般社団法人日本出版協会であり、同じ部屋に同協会、同じフロアに一般社団法人新しい歴史教科書をつくる会（以下「つくる会」）、一般社団法人国際歴史論戦研究所、「慰安婦の真実」国民運動の事務所も入居（いずれも203号室）している。なお、登記上の本店は社長の石原萠記の自宅（東京都練馬区谷原）に置かれていた。
石原は学生時代に渡辺恒雄らと学生運動に参加した後、社会党右派の政治運動を展開していた。その後1955年に高柳賢三、木村健康、竹山道雄、平林たい子、林健太郎、関嘉彦ら知識人のサロンである「日本文化フォーラム」を設立。同フォーラムのメンバーが編集委員になって『自由』が発行されることになり、発行元として自由社が設立された。

月刊『自由』は、石原と親交のあった木川田一隆が社長を務めた東京電力（現：東京電力ホールディングス）の支援を得て発行を継続していたが、リーマン・ショックによる財界の広告宣伝費見直しの影響をもろに受け、2009年2月号限りで50年に及んだ歴史の幕を下ろした。
また、定時株主総会後の役員重任など登記簿の更新が2003年（平成15年）以降一度もなされなかったため、会社法第472条（休眠会社のみなし解散）第1項の規定に基づく『休眠会社・休眠一般法人の整理作業』により、2015年（平成27年）12月15日付で東京法務局に職権で解散登記された。

### 目的
- 書籍の出版並びに販売
- 美術品の売買
- 前各号に付帯する一切の業務

### 役員
自由社（1973年設立）の役員は以下の通り。
代表取締役
- 石原萠記（日本出版協会理事長、日本対外文化協会副会長）[注釈 3]

取締役
- 有馬克彦（全国栄養士養成施設協会常務理事）
- 加瀬英明（外交評論家、『自由』編集委員会代表でもあった）

監査役
- 石原信子（石原萠記の妻）

### 業績
帝国データバンク企業情報によると、取引銀行はみずほ銀行青山支店。得意先は日本出版販売、トーハンなど。業種別売上高ランキングは、出版業2688社中2332位。1959年12月に『自由』を創刊したが、1980年代に部数が減り始めて以降は経営状態は順調では無く、『自由』は半世紀を経て2009年2月号で最終号となった。登記上の本店が石原の自宅に置かれているほか、石原の妻が監査役を務めたり、長女の石原圭子が自由社から著書を出版するなど、家族経営的側面が強い。

## 自由社（2008年設立）

### 目的
1. 教科書並びに教育図書の出版及び販売
2. 一般図書の出版及び販売
3. 教材・教具・文具事務用品の製造及び販売
4. セミナー、講演会、研究会などの開催
5. 各種視聴覚教育用教材の企画、製作及び販売
6. 前各号に関連する付帯事業

### 役員
自由社（2008年設立）の役員は以下の通り。
代表取締役
- 加瀬英明（外交評論家、元自由社（1973年設立）取締役）[注釈 4]
- 植田剛彦（ジャーナリスト、ケント・ギルバート外語学院元代表）

取締役
- 皿木喜久（元産経新聞社論説委員長）
- 篠原壽一（NPO法人新現役ネット「教育を教える会」代表）

監査役
- 三堀清（弁護士、パチンコチェーンストア協会法律分野アドバイザー）

### 主な出版物
- ｢日本人の歴史教科書」編集委員会 編『日本人の歴史教科書』2009年5月。ISBN 978-4-915237-50-8。
- 加瀬英明『徳の国富論―資源小国 日本の力』2009年11月。ISBN 978-4-915237-53-9。

## 歴史教科書発行への参入
「つくる会」の提唱で、中学校歴史教科書「新しい歴史教科書」と中学校公民教科書「新しい公民教科書」を発行していた扶桑社は、2007年5月に同会との関係を解消し、有識者グループの教科書改善の会の支援を受け、子会社の育鵬社から教科書を継続発行することを決定した（2011年度までは扶桑社が現行版を供給、2012年度からは育鵬社が発行）。

「つくる会」はこれに対し、2007年9月7日の記者会見で、扶桑社に代わる教科書発行元として自由社に決定したと発表した。
「つくる会」の「日本国民へのアピール」は、自由社を「伝統ある保守系の出版社」と説明している。

### 「改善の会」による「著作権侵害」の虚偽宣伝問題
「つくる会」は2008年4月2日、自由社から発行する中学校歴史教科書について「内容は、基本的に現行の『新しい歴史教科書』（改訂版）の内容と変わりません。但し、一部書き直しや図版の変更等の手直しは行っております」として、扶桑社版を元に作成することを表明し、4月17日に文部科学省に検定申請した。
これに対して扶桑社は「違法な複製である」と著作権侵害と主張し、「つくる会」と藤岡信勝に抗議するとともに、2008年4月17日付「つくる会FAX通信」の「扶桑社（または子会社の育鵬社）は検定申請を行わなかったとのことであり、従って扶桑社は平成22・23年度使用の歴史教科書を供給できなくなることとなりましたので併せてお知らせします」という記述は事実無根であり、業務妨害として然るべき対応を取ると警告した。
しかし、文化史を除く、「新しい歴史教科書」の全ての単元本文と側注の著作権は、著者である藤岡信勝ら「つくる会」に属する。ただし、図版や写真については扶桑社に属するため、全面的に変更している。版権こそ、平成23年度までは扶桑社側に属し、発行を続けることができるとされるが、「改善の会」の「著作権侵害」との虚偽の主張は、偽計業務妨害罪に該当する。

また、扶桑社の版権についても、当初は平成21年度で消滅していると考えられていたが、裁判所の判決により、平成23年度まで認められるとなっただけのことである。

### 他社教科書の年表盗用問題と内紛
2011年7月に、この「新しい歴史教科書」の巻末年表が、東京書籍の2002年版歴史教科書に収録されているものを盗用したものであることが発覚。文部科学省から「他社教科書の丸写しは聞いたことがない」と厳重注意を受けた。自由社は「編集者として常識外の行動で申し訳ない」と謝罪し、全国の書店に出回っている全ての一般向け市販本の回収を決定した。

### 原爆投下写真取り違え問題
さらに年表盗用問題が発覚した直後の同2011年8月、自由社の歴史教科書に「広島に投下された」として掲載された原子爆弾投下の写真が、長崎への原爆投下の写真だったことが発覚した。自由社と「つくる会」は再度「大変申し訳ない」と謝罪した。
なおこの取り違えは、過去に原爆投下を米軍の投下機から撮影した写真が、日本の報道の手に渡って以来20年余渡り取り違えられていたミスが、なんらかの理由で復活した取り違えで、過去の社会科の教科書でも確認されている。
前述の年表盗用、原爆投下の写真の取り違えの発覚（盗用年表、取り違え原爆写真ともに、2010年4月検定申請版の教科書編集においても継続して掲載されていた）など重大な不祥事が連続した。その結果2011年度の教科書採択状況は、歴史教科書が私立校わずか6校、公立校にいたってはゼロ、公民教科書も公立（都立特別支援学校中学部）と私立校1校のみと、皆無に等しい結果に終わり、自由社と「つくる会」は前回採択で確保した教科書枠の大部分を失うことになった。

### 不正検定による一発不合格事件
2020年2月21日、教科書検定不合格になった事を発表。これは教科用図書検定規則実施細則（平成元年10月17日文部大臣裁定）に違反する行動であり、文部科学省は事情聴取をするとした。2020年3月24日、歴史の教科書の不合格が発表となった。

不合格理由となる検定意見の大半は主観的に運用することのできる「誤解するおそれのある表現」である。